# 葵桜玖耶
葵 桜玖耶（あおい さくや）は、主にX、はてなブログ、YouTubeなどで活動している、静岡県静岡市の非公認ご当地キャラクター、バーチャルYouTuber、ブロガー。

## 概要
静岡県静岡市のご当地PRを行う非公認のご当地キャラクター。静岡県静岡市のグルメ・観光地紹介を中心に活動している。2014年9月よりTwitter（現X）での活動を始め、2017年10月よりブログで静岡市のグルメ店舗紹介を行っている。バーチャルYouTuberとしても活動している。愛称は「さくやちゃん」。
人間界と霊界の間に住んでいる設定で、静岡浅間神社の祭神「コノハナノサクヤヒメ」がモデル。長らくSNSやブログでの情報発信を中心に活動を行っていたが、2018年10月からはバーチャルYouTuber活動を始め、ご当地紹介動画「静岡市さくや紀行」の投稿や、クラウドファンディングを活用した静岡応援のテーマソングの制作など活動の幅を広げた。
2019年6月1日 - 2日に開催されたナゴヤVTuberまつりにて、「VTuber ご当地コラボステージ」に出演。初のイベント出演となった。

## 出演

### イベント
- ナゴヤVTuberまつり VTuber ご当地コラボステージ（2019年6月1日・6月2日[5]）
- 産業フェアしずおか2020 バーチャルステージ（2020年11月28日・11月29日[6]）

## 楽曲
さくらびと。
2019年4月4日にYouTubeに投稿された。作詞は天城凛太郎と難波研、作曲・編曲は難波研（aim music development）。
天つ恋
2020年3月9日にYouTubeに投稿された。作詞は葵桜玖耶、作曲はPotwi。

## タイアップ
- キャラフレ（2017年1月28日 - 2月14日〈バレンタインイベント〉[9]）
- ブレイブファンタジア（2018年11月13日〈葵桜玖耶コラボ〉[10]・2019年7月30日 - 8月20日〈夏のクロスオーバーコラボ〉[11]）
- マグロック & フジソニック 2018（2018年10月4日[12]、グルメマップ）
- ラグビーワールドカップ2019（2019年9月20日 - 11月2日[13]、静岡公式アンバサダー）
- Bond ～このまちしか 君を知らない～（2019年10月16日<静岡青年会議所制作映画>[14]）
- 静岡新聞×葵桜玖耶 春の歓送迎会ガイド（2020年2月28日[15]）
- シェアサイクル PULCLE 公式アンバサダー（2023年8月26日[16]）